# Dzhaba Jositashvili
Dzhaba Jositashvili (en georgiano: ჯაბა ხოსიტაშვილი; Ajalkalaki, URSS, 23 de julio de 1990) es un deportista georgiano que compitió en boxeo. Ganó una medalla de bronce en el Campeonato Europeo de Boxeo Aficionado de 2011, en el peso medio.

## Palmarés internacional
| Campeonato Europeo | Campeonato Europeo | Campeonato Europeo | Campeonato Europeo |
| Año                | Lugar              | Medalla            | Categoría          |
| ------------------ | ------------------ | ------------------ | ------------------ |
| 2011               | Ankara (Turquía)   | Medalla de bronce  | 75 kg              |